# Orsonville
Orsonville là một xã của Pháp, nằm ở tỉnh Yvelines trong vùng Île-de-France.
Người dân ở đây trong tiếng Pháp gọi là Orsonvillois.
Xã Orsonville nằm ở phía nam của Yvelines, giáp với tỉnh Eure-et-Loir. Cự ly 22 km về phía nam của quận lỵ Rambouillet, 54 km về phía tây nam của Versailles. Đây là một trong sáu xã thuộc vùng tự nhiên Beauce Các xã giáp ranh gồm: Boinville-le-Gaillard về phía đông bắc, Paray-Douaville về phía đông nam, Aunay-sous-Auneau về phía nam, Auneau về phía tây nam, Prunay-en-Yvelines về phía tây bắc và Ablis về phía bắc.

## Biến động dân số
| 1793 | 1800 | 1806 | 1821 | 1831 | 1836 | 1841 | 1846 | 1851 |
| ---- | ---- | ---- | ---- | ---- | ---- | ---- | ---- | ---- |
| 215  | 223  | 210  | 255  | 228  | 209  | 220  | 232  | 227  |

| 1856 | 1861 | 1866 | 1872 | 1876 | 1881 | 1886 | 1891 | 1896 |
| ---- | ---- | ---- | ---- | ---- | ---- | ---- | ---- | ---- |
| 235  | 248  | 263  | 266  | 302  | 310  | 312  | 318  | 321  |

| 1901 | 1906 | 1911 | 1921 | 1926 | 1931 | 1936 | 1946 | 1954 |
| ---- | ---- | ---- | ---- | ---- | ---- | ---- | ---- | ---- |
| 290  | 288  | 279  | 256  | 276  | 300  | 258  | 258  | 276  |

| 1962                                         | 1968 | 1975 | 1982 | 1990 | 1999 | - | - | - |
| -------------------------------------------- | ---- | ---- | ---- | ---- | ---- | - | - | - |
| 242                                          | 244  | 231  | 253  | 255  | 240  | - | - | - |
| Số liệu kể từ 1962 : dân số không tính trùng |      |      |      |      |      |   |   |   |

## Hành chính
| Danh sách các thị trưởng               |           |               |      |         |
| Giai đoạn                              | Giai đoạn | Tên           | Đảng | Tư cách |
| tháng 3 năm 2001                       |           | Pascal Bourgy |      |         |
| Tất cả các dữ liệu trước đây không rõ. |           |               |      |         |

## \Tham khảo
1. ↑  http://cassini.ehess.fr/ Dân số trước cuộc điều tra năm 1962
2. ↑  INSEE: Dân số từ cuộc điều tra năm 1962

Bản mẫu:Tổng Saint-Arnoult-en-Yvelines